# نظریه اجتماعی
نظریه اجتماعی (به انگلیسی: Social Theory) یک چارچوب نظری است که برای مطالعه و تفسیر پدیده‌های اجتماعی در یک مکتب فکری خاص به کار می‌رود. نظریه‌های اجتماعی، ابزار مهمی در دست جامعه‌شناسان و دانشمندان علوم اجتماعی هستند و به بحث‌های تاریخی در مورد معتبرترین و مطمئن‌ترین روش‌شناسی‌ها مربوط می‌شوند.
نظریه‌های اجتماعی چارچوب‌های تحلیلی یا پارادایمهایی هستند که برای توصیف و تبیین پدیده‌های اجتماعی استفاده می‌شوند. ابزاری که توسط دانشمندان اجتماعی استفاده می‌شود، نظریه‌های اجتماعی مربوط به مباحث تاریخی در مورد اعتبار و اعتماد روش‌های مختلف است (به عنوان مثال اثبات‌گرایی و ضد اثبات‌گرایی، اولویت هر دو ساختار یا نمایندگی و همچنین رابطه بین احتمال و ضرورت. نظریه اجتماعی به صورت غیررسمی یا در خارج از مباحث علوم اجتماعی و سیاسی دانشگاهی، ممکن است به عنوان «انتقاد اجتماعی» یا «تفسیر اجتماعی»، یا «انتقاد فرهنگی» نامیده شود و ممکن است مرتبط باشد هم با بورس تحصیلی رسمی فرهنگی و ادبی و دیگر اشکال نوشتاری غیردانشگاهی یا روزنامه‌نگاری.: 10  همان‌طور که امروزه نظریه اجتماعی به رسمیت شناخته شده‌است در سده بیستم به عنوان یک رشته متمایز ظهور کرد و تا حد زیادی با نگرش تفکر انتقادی برابر بود و تمایل به شناخت از طریق پسینی روش‌های کشف، به جای پیشینی روش‌های سنتی داشت.
اندیشه اجتماعی نظریه‌های عمومی را برای توضیح اعمال و رفتار جامعه به‌طور کلی ارائه می‌دهد که شامل ایده‌های جامعه‌شناسی، سیاسی و فلسفی می‌شود. نظریه اجتماعی کلاسیک عموماً از منظر فلسفه غرب ارائه شده‌است و اغلب به عنوان اروپامحوری تلقی می‌شود.
با توجه به دائرةالمعارف جامعه‌شناسی بلک‌ول، نظریه‌سازی بسیار مهم است:
"هدف آنها ترویج ارتباطات دقیق، آزمایش دقیقتر، دقت بالا و کاربرد گسترده‌است. آنها شامل موارد زیر می‌شوند: عدم وجود تناقض، عدم دوگانگی ، انتزاع، کلیت، دقت، صرفه جویی و مشروط." بنابراین، نظریه اجتماعی متشکل از اصطلاحات، اظهارات، استدلال‌ها و شرایط دامنه کاملاً مشخص است.

## تاریخچه

### باستانی
کنفوسیوس (۵۵۱–۴۷۹ پ.م) جامعه‌ای عادلانه را فرض می‌کرد که فراتر از جامعه معاصر او ایالت‌های متخاصم بود. بعدها، همچنین در چین، موزی (حدود ۴۷۰ - حدود ۳۹۰ پ.م) یک جامعه‌شناسی عمل‌گرایانه‌تر ولی در اصل اخلاقی را توصیه کرد.
در غرب، سن آگوستین (۳۵۴–۴۳۰) منحصراً به ایده "جامعه عادلانه" توجه داشت. سنت آگوستین جامعه متاخر روم باستان را به نسبت آنچه او از خدایان نادرست می‌داند و در واکنش به نظریه شهر خدا، از دریچه نفرت و تحقیر توصیف می‌کند. یونان باستان فیلسوفان، از جمله ارسطو (۳۸۴–۳۲۲ پ.م) و افلاطون (۴۲۸/۴۲۷ یا ۴۲۴/۴۲۳–۳۴۸/۳۴۷ پ.م)، تمایزی بین سیاست و جامعه نمی‌بینند. به مفهوم جامعه تا دوره روشنگری مطرح نشد. این واژه، "société"، احتمالاً برای اولین بار توسط ژان ژاک روسو در بحث روابط اجتماعی به عنوان مفهوم کلیدی مورد استفاده قرار گرفت. پیش از روشنگری، نظریه اجتماعی تا حد زیادی روایت و هنجاری شکل گرفت. این داستان به عنوان داستان و افسانه بیان شد و ممکن است تصور شود که فیلسوفان پیشاسقراطی و معلمان دینی پیشگامان نظریه اجتماعی مناسب بوده‌اند.

### قرون وسطایی
شواهدی از وجود مبانی جامعه‌شناسی نزد مسلمانان از قرن چهاردهم موجود است: مقدمه ابن خلدون (بعداً به عنوان «Prolegomena» در لاتین) اثر هفت جلدی، مقدمه‌ای بر تجزیه و تحلیل تاریخ جهانی است و اولین موردی هست که در تدوین نظریه‌های انسجام اجتماعی و تضاد اجتماعی از فلسفه اجتماعی و علوم اجتماعی بهره برده شده است. بنابراین از نظر بسیاری، ابن خلدون پیشگام جامعه‌شناسی است. ابن خلدون در رساله مقدمه (مقدمه بر تاریخ)، چاپ شده در ۱۳۷۷، دو نوع جامعه را شرح داده‌است: جامعه: ۱- شهر - ساکن و ۲- کوچنده، عشایر.

## مکتب‌های فکری

### مکتب شیکاگو
مکتب شیکاگو در دهه ۱۹۲۰، از طریق کار آلبیون وودبری اسمال، دبلیو. آی. تامس، ارنست برگس، رابرت پارک، الزورث فاریس، جورج هربرت مید، و دیگر جامعه شناسان در دانشگاه شیکاگو. مکتب شیکاگو بر الگوها و ترتیب پدیده اجتماعی در زمان و مکان، و در چارچوب سایر متغیرهای اجتماعی تمرکز کرد.

### نظریه انتقادی
نظریه‌پردازان انتقادی رویکرد «عینی»، علمی را رد و سعی کردند نظریه‌هایی را در ایدئولوژیهای قایل به آزادی انسان ایجاد کنند.

### مارکسیسم
کارل مارکس در مورد اهمیت اقتصاد سیاسی در جامعه نوشت و نظریه‌پردازی کرد و بر «شرایط مادی» زندگی تمرکز نمود.
نظریه‌های او حول سرمایه‌داری و تأثیر آن بر مبارزه طبقاتی بین پرولتاریا و بورژوازی متمرکز بود.

### پست مدرنیسم
پست مدرنیسم توسط ژان فرانسوا لیوتار به عنوان "بی‌اعتمادی به فراروایتهاً تعریف شد. آن را با مدرن که او به عنوان "هر علمی که خود را با ارجاع به فراگفتار مشروعیت می‌بخشد، مقایسه کرد … به صراحت برای برخی از روایت‌های بزرگ، مانند دیالکتیک روح هرمنوتیک، معنا، رهایی موضوع منطقی یا کارگر، یا ایجاد ثروت ".

### چشم‌اندازهای دیگر
نظریه‌های دیگر عبارتند از:
- نظریه ساخت‌گرایی اجتماعی
- نظریه انتخاب منطقی
- کارکردگرایی ساختاری - تحت تأثیر اسپنسر و دورکیم
- کنش اجتماعی - تحت تأثیر وبر و پارتو
- نظریه تضاد - تحت تأثیر مارکس، زیمل
- کنش متقابل نمادین - تحت تأثیر جورج هربرت مید
- ضرورت کاذب
- رئالیسم فعال

## اندیشمندان کلیدی

### اندیشه اجتماعی فرانسوی
برخی از فرانسوی اندیشمندان اجتماعی شناخته شده هستند: کلود هانری سن سیمون، اگوست کنت، امیل دورکیم و میشل فوکو.

### اندیشه اجتماعی بریتانیایی
بریتانیا اندیشه اجتماعی، با اندیشمندانی مانند هربرت اسپنسر، به سوالات و ایده‌های مربوط به اقتصاد سیاسی و تکامل اجتماعی پرداخت. آرمان‌های سیاسی از جان راسکین پیش‌درآمد اقتصاد اجتماعی بودند (تأثیر بسیار مهمی بر مهاتما گاندی فلسفه).

### اندیشه اجتماعی آلمانی
فیلسوفان و اندیشمندان اجتماعی مهم  آلمانی شامل امانوئل کانت، گئورگ ویلهلم فردریش هگل، کارل مارکس، ماکس وبر، جورج زیمل، تئودور آدورنو، ماکس هورکهایمر، هربرت مارکوزه و نیکلاس لومان.

### اندیشه اجتماعی چینی
فلاسفه و اندیشمندان اجتماعی مهم  چینی شامل شانگ یانگ، لائوتسه، کنفوسیوس، منسیوس، وانگ چونگ، وانگ یانگ مینگ، لی ژی، ژو شی، گو یانوو، گونگ زیژن، وی یوان، کانگ یووی، لو ژون، مائو تسه تونگ، ژو مینگ.

### جامعه‌شناسی ایتالیایی
دانشمندان اجتماعی مهم ایتالیایی شامل آنتونیو گرامشی، گائتانا موسکا، ویلفردو پارتو، فرانکو فراروتی.

## در شیوه‌های دانشگاهی
نظریه اجتماعی به دنبال این است که چرا انسان‌ها در جهان ساکن هستند؟ شیوه ای که انجام می‌دهند و چگونه این امر با مشاهده روابط قدرت، ساختار اجتماعی و هنجارهای اجتماعی به وجود آمده‌است. ضمن بررسی نحوه ارتباط انسان‌ها با یکدیگر و جامعه ای که در آن سکونت دارند، چگونه این امر در طول زمان و در فرهنگ‌های مختلف تغییر کرده‌است، و ابزارهای مورد استفاده برای اندازه‌گیری آن چیزها چیست؟ نظریه اجتماعی دنبال مطالعات بین رشته‌ای است: با ترکیب شناخت چندین رشته دانشگاهی برای روشن ساختن این مسایل پیچیده، و می‌تواند از زمینه‌های متنوعی مانند مردم‌شناسی و مطالعات رسانه‌ای استفاده کند.
نظریه اجتماعی با تشویق دانشمندان به تفکر در مورد موضوعات مناسب برای پژوهش و نحوه اندازه‌گیری آنها، پژوهش‌های علمی را هدایت می‌کند. انتخاب یا ایجاد نظریه مناسب برای استفاده در بررسی یک موضوع، مهارتی مهم برای هر پژوهشگر است. تمایزات مهم: «جهت‌گیری نظری» (یا پارادایم) یک جهان بینی است، دریچه ای که از طریق آن تجربه سازماندهی می‌شود (یعنی در مورد تعامل انسان از نظر قدرت یا مبادله). یک «نظریه» تلاشی برای توضیح و پیش‌بینی رفتار در زمینه‌های خاص است. جهت‌گیری نظری را نمی‌توان اثبات یا رد کرد. یک نظریه می‌تواند.
با داشتن جهت‌گیری نظری که جهان را از نظر قدرت و کنترل می‌بیند، می‌توان نظریه ای در مورد رفتارهای خشونت‌آمیز انسانی ایجاد کرد که شامل اظهارات علّی خاصی است (به عنوان مثال قربانی سوء استفاده فیزیکی منجر به مشکلات روانی می‌شود). این می‌تواند به فرضیه (پیش‌بینی) در مورد آنچه فرد انتظار دارد در یک نمونه خاص ببیند، منجر شود. به عنوان مثال، «یک کودک کتک خورده، خجالتی یا خشن می‌شود». سپس می‌توان فرضیه را با بررسی و آزمایش کرد: اینکه آیا فرضیه با داده سازگار است؟ برای مثال، ممکن است سوابق بیمارستان را برای یافتن کودکانی که مورد آزار و اذیت قرار گرفته‌اند، مرور کنید، سپس آنها را ردیابی کرده و یک آزمایش شخصیتی انجام دهید تا ببینید آیا آنان نشانه‌هایی از خشونت یا خجالتی بودن را نشان می‌دهند. انتخاب جهت‌گیری نظری مناسب (یعنی مفید) سبب توسعه یک نظریه بالقوه مفید در پایه و اساس علوم اجتماعی می‌شود.

### نمونه پرسش‌های نظریه‌پردازان اجتماعی
پرسش‌های فلسفی که متفکران اجتماعی به آن پرداخته‌اند اغلب بر محور مدرنیته متمرکز شده‌است، از جمله:
- آیا عقل بشری می‌تواند جهان اجتماعی را معنا کرده و به نحو احسن شکل دهد؟
- آیا توسعه جوامع مدرن، با نابرابری گسترده در ثروت در بین شهروندان، پیشرفت بشمار می‌آید؟
- مداخلات و مقررات خاص دولت چگونه بر فرایندهای طبیعی اجتماعی تأثیر می‌گذارد؟
- آیا اقتصاد / بازار باید تنظیم شود یا خیر؟

سایر مسایل مربوط به مدرنیته که توسط اندیشمندان اجتماعی مطرح شده است عبارتند از: اتمیسم اجتماعی، بیگانگی اجتماعی، تنهایی، بی‌سازمان اجتماعی، و عرفی‌گرایی.

## همچنین ببینید
- فلسفه قاره‌ای
- نظریه انتقادی
- نظریه فرهنگ
- نظریه تعهد
- قوم‌شناسی
- نظریه فمینیستی
- تاریخ جامعه‌شناسی
- تاریخ علوم اجتماعی
- نظریه ادبی
- فلسفه سیاسی
- نظریه سیاسی
- پسااستعمارگرایی
- پساساختارگرایی
- پست مدرنیسم
- نظریه کوئیر
- تکامل اجتماعی
- نظریه‌های جامعه‌شناسی